# Архелай (фрурарх Тира)
Архелай (др.-греч. Άρχέλαος IV век до н. э.) — македонский фрурарх финикийского города Тир.

## Биография
Архелай был фрурархом Тира. Точно неизвестно, был ли назначен на эту должность Александром Македонским или кем-то из диадохов. В 321 году до н. э. Пердикка передал Архелаю на сохранение 800 талантов. После гибели Пердикки в Египте Архелай передал эти деньги и сам свой пост Атталу, стороннику убитого регента, командующему флотом.
По мнению В. Хеккеля, маловероятна возможность отождествления этого Архелая с его тёзкой, стратегом Сузианы.